# Амбиорикс
Амбиорикс (на латински: Ambiorix) е вожд на келтското племе ебурони, което населява северните склонове на планината Айфел, между реките Рейн и Маас.

## Управление
През 54/53 г. пр.н.е. Амбиорикс управлява племето ебурони заедно с Катуволц. Ръководи племето през ноември 54 г. пр.н.е. в съпротивата им против римляните, които в битката при Атватука (Aduatuca или Atuatuca) губят легион и половина.
Амбиорикс се прочува с победата си над Юлий Цезар, най-голямата загуба на римляните през цялата Галска война. След тази победа сключва съюз в края на зимата на 53 г. пр.н.е. със съседните племена за всеобщо въстание, но е победен от Цезар.